# Samson et Dalila (van Dyck)
Pour les articles homonymes, voir Samson et Dalila (homonymie), Samson (homonymie) et Dalila.
Samson et Dalila est le nom de deux tableaux du peintre flamand baroque Antoine van Dyck réalisé en 1620 et en 1630 et qui retracent l'histoire biblique extraite du Livre des Juges, racontant la séduction de Samson par Dalila.

## Version de 1620
La première version de Samson et Dalila a été réalisée par van Dyck en 1620, juste après son retour d'Italie et sans doute peu de temps avant son départ pour Londres. Il s'est beaucoup inspiré du tableau Samson et Dalila de Pierre Paul Rubens auquel le tableau a été pendant longtemps attribué. Dans sa version, van Dyck a inversé la composition et représente Dalila maquillée comme l'étaient traditionnellement les prostituées parisiennes, à la craie blanche et les joues vivement fardées. Van Dyck a donné un ton dramatique à sa toile en donnant une expression effrayée au visage des deux femmes de chambre situées derrière Dalila.
Ce tableau est aujourd'hui conservé à la Dulwich Picture Gallery de Londres.

## Version de 1630
La seconde version de Samson et Dalila a été peinte par van Dyck en 1630. Tout comme la première version, le tableau est peint à la manière de Rubens mais contrairement à celui qui fut son maître, van Dyck représente une Dalila qui semble consternée d'avoir trahi son amant et qui parait regretter son acte de trahison, ce qui donne à la scène un air plus « sentimentaliste » là où Rubens dépeignait Dalila comme une séductrice sans scrupules et Samson comme un captif, entièrement occupé à repousser les soldats. Par ailleurs, l'utilisation de couleurs saturées révèle surtout l'influence sur van Dyck de son étude des œuvres du Titien.
Cette toile est actuellement exposée au Kunsthistorisches Museum de Vienne.